# Paul Zinck
Paul Alwin Zinck (* 3. Mai 1867 in Rochlitz; † 29. Mai 1941 in Leipzig) war ein deutscher Lehrer, Volkskundler und Heimatforscher.

## Leben
Paul Zinck wurde als Sohn des Organisten und Lehrers Karl Friedrich Zinck im nördlichen Vorland des Erzgebirges geboren. Nach dem Besuch der Volks- und Realschule in seiner Heimatstadt ging er an das Lehrerseminar nach Borna, das er 1887 abschloss. Als Hilfslehrer war er vier Jahre in Reudnitz tätig. Ab 1891 studierte er an der Universität Leipzig Pädagogik, Geschichte und Philosophie und wurde 1900 mit einer Arbeit über Isaak Iselin als Pädagog zum Dr. phil. promoviert. Fortan war Paul Zinck an verschiedenen Schulen Leipzigs als Lehrer tätig, bis er zuletzt die spätere 50. Volksschule in Kleinzschocher von 1915 bis zu seiner Pensionierung 1932 leitete.
Für ihn war es eine Selbstverständlichkeit, dass dem Lehrer eine besondere Bedeutung bei der Vermittlung von heimatkundlichem Wissen zukommt. Selbst ging er dabei mit gutem Beispiel voran. 
Er trat 1898 in den Verein für Sächsische Volkskunde ein, dessen Ortsgruppe Leipzig er ab 1906 leitete. 1923 erfolgte die Vereinigung dieses Vereins mit dem Landesverein Sächsischer Heimatschutz, dessen Ortsgruppenleiter Paul Zinck in Leipzig blieb. In dieser Zeit entstanden zahlreiche Veröffentlichungen auf dem Gebiet der sächsischen Volks- und Heimatkunde, meist mit unmittelbarem Bezug zur Messestadt Leipzig. Ferner gründete er die Mitteldeutschen Blätter für Volkskunde, die von ihm als Schriftleiter ab 1920 gemeinsam mit Fritz Krause und Paul Kröber herausgegeben wurden.
1939 legte er den Vereinsvorsitz aus Altersgründen nieder. Er wurde zum Ehrenvorsitzenden ernannt. Ferner war Paul Zinck aktives Mitglied des Vereins für die Geschichte Leipzigs, des Leipziger Verkehrsvereins und des Erzgebirgsvereins.
Paul Zinck starb 1941 bei einer Frühlingswanderung im Leutzscher Holz.